# Ćurkovica (gmina Surdulica)
Ćurkovica (cyr. Ћурковица) – wieś w Serbii, w okręgu pczyńskim, w gminie Surdulica. W 2011 roku liczyła 206 mieszkańców.